# Formalismo russo
O formalismo russo, também conhecido por crítica formalista, foi uma influente escola de crítica literária que existiu na Rússia de 1910 até 1930. Teve como objetivo o estudo da linguagem poética enquanto tal. Dela fazem parte as obras de um grande número de acadêmicos russos e soviéticos de grande influência como (Viktor Chklovsky, Vladimir Propp, Yuri Tynianov, Boris Eichenbaum, Roman Jakobson e Grigory Vinokur) que revolucionaram a crítica literária entre 1914 e a década de 30, estabelecendo o estudo da especificidade e da autonomia da linguagem poética e literária. O formalismo russo exerceu grande influência em pensadores como Mikhail Bakhtin e Yuri Lotman e no estruturalismo. Os membros do movimento são considerados os fundadores da crítica literária moderna, principalmente durante o período do estruturalismo e pós-estruturalismo.
Sob o domínio de Stalin o formalismo tornou-se termo pejorativo.
O formalismo russo foi um movimento múltiplo, que não produziu uma doutrina unificada e nem um consenso entre seus participantes. O "formalismo russo" descreve dois movimentos distintos: o OPOJAZ (Obscestvo izucenija Poeticeskogo Jazyka - Sociedade para o Estudo da Linguagem Poética) de São Petersburgo e o Círculo Linguístico de Moscou, de Moscou. Assim é mais preciso referir-se aos "formalistas russos" do que usar um termo mais amplo e vago como "formalismo".
O termo "formalismo" foi usado primeiramente pelos adversários do movimento com um significado explicitamente rejeitado pelos formalistas. Nas palavras de um dos mais ilustres formalistas, Boris Eichenbaum: "É difícil recordar quem criou este nome, mas não foi uma criação muito feliz. Deve ter sido conveniente como um grito de guerra simplista, mas ele falha, como um termo objetivo, ao delimitar as atividades da 'Sociedade para o Estudos da Linguagem Poética'."

## Ideias características
O formalismo russo é caracterizado por sua ênfase no papel funcional dos dispositivos literários e sua concepção original de história literária. Os formalistas russos defenderam um método "científico" para estudar a linguagem poética para a exclusão das tradicionais abordagens psicológica e histórico-cultural. Como Erlich indica, "interessado em delimitar a escola literária entre as disciplinas próximas como psicologia, sociologia e história, os teóricos do formalismo focaram nas 'características distintivas' da literatura, nos estratagemas artísticos próprios da escrita imaginativa" (The New Princeton Encyclopedia, p. 1101).
Dois princípios gerais fundamentam o estudo formalista de literatura: primeiro, a literatura por ela mesma, ou especialmente, as características que a distinguem de outras atividades humanas devem constituir o objeto de inquisição da teoria literária; segundo, 'fatos literários' têm de ser priorizados sobre os compromissos metafísicos da crítica literária (sejam filosóficos, estéticos ou psicológicos) (Steiner, "Russian Formalism", p. 16). Para alcançar esses objetivos muitos modelos foram desenvolvidos.
Os formalistas concordaram sobre a natureza autônoma da linguagem poética e sua especificidade como um objeto de estudo da crítica literária. Seu principal empenho consistia em definir um conjunto de propriedades características da linguagem poética (seja ela poesia ou prosa) que pudesse ser reconhecida por sua "articidade" (artfulness) e consequentemente assim analisá-la.

## Formalismo mecanicista

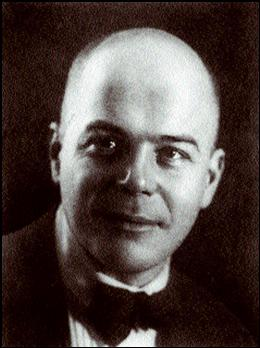
Viktor Chklovsky (1893–1984) considerado o pai do formalismo russo.

O OPOJAZ (Sociedade para o Estudo da Linguagem Poética), grupo liderado por Viktor Chklovsky, era primariamente preocupado com o método formal e focado na técnica e no dispositivo. "Obras literárias, de acordo com esse modelo, assemelham-se a máquinas: elas são o resultado de uma atividade humana intencional na qual uma habilidade específica transforma matéria bruta num mecanismo complexo adequado para um propósito particular" (Steiner, "Russian Formalism", p. 18). Esse tipo de visão despe o artefa(c)to literário de sua conexão com o autor, leitor, e momento histórico.
Uma ilustração clara disso pode ser dada pelo argumento principal de um dos textos mais recentes de Viktor Chklovsky, "Arte como Procedimento" (Iskusstvo kak priem, 1916): arte é a soma de dispositivos artísticos e literários que o artista manipula para criar sua obra (in  Teoria da Literatura; Formalistas Russos. Porto Alegre: Globo, 1973).
O objetivo principal de Chklovsky em "Arte como Procedimento" é discutir o conceito comum da literatura e da crítica literária da Rússia naquela época. Falando de um modo geral, literatura era considerada, por um lado, como um produto social ou político, segundo o qual ela era então interpretada (na tradição do grande crítico Belinsky). Por outro lado, também considerada como a expressão pessoal de uma visão de um autor, manifestada por meio de imagens e símbolos. Em ambos os casos, a literatura não é considerada como por si só, mas avaliada num contexto sócio-político ou num vago plano-de-fundo psico-impressionista. O esforço de Chklovsky e dos formalistas é então isolar e definir os traços específicos da literatura e da arte (ou "linguagem poética"): os "dispositivos" que tornam "artística" a literatura.
Os formalistas não procuravam concordam entre si em qual seria este "dispositivo" (priem), nem em como esses dispositivos são usados ou como eles devem ser analisados em determinado texto. A ideia central é a descoberta dos procedimentos que caracterizam a linguagem poética.
Alguns membros do OPOJAZ discutiram e defenderam que a linguagem poética era o maior dispositivo artístico. Chklovsky, entretanto, insistiu que nem todos os textos artísticos desfamiliarizam a linguagem, alguns deles chegam à desfamiliarização ou "estranhamento" manipulando a composição e a narrativa.
O movimento formalista tentou sistematicamente distinguir entre arte e não-arte. Por isso, suas noções são organizadas em termos de oposições polares. Uma das dicotomias mais famosas introduzidas pelo formalismo mecanicista é a distinção entre história e enredo, ou fabula e sjuzhet. História (fabula) é uma sequência cronológica de eventos, enquanto o enredo (sjuzhet) pode desdobrar-se em ordem não-cronológica. Os eventos podem ser arranjados de forma artística por meio de dispositivos como repetição, paralelismo, gradação e retardamento.
A metodologia mecanicista reduziu a literatura à uma variação e combinação de técnicas e dispositivos desprovidos do elemento temporal, psicológico ou filosófico. Chklovsky compreendeu bem cedo que esse modelo deveria ser expandido para compreender, por exemplo, tradições literárias contemporâneas e diacrônicas (Garson, p. 403).

## Formalismo orgânico

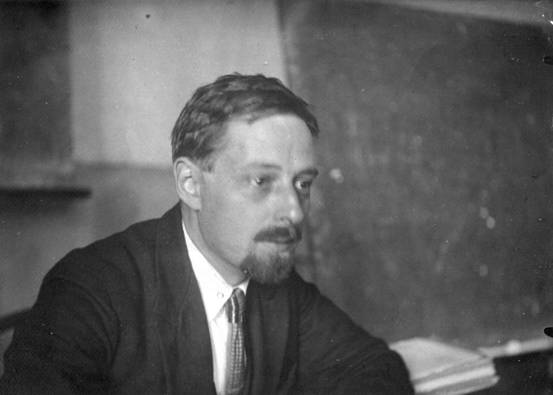
Vladimir Propp (1895–1970) estudou a estrutura dos contos tradicionais.

Desapontados pelos constrangimentos do método mecanicista, alguns formalistas adotaram o modelo orgânico. "Eles utilizaram a similaridade entre corpos orgânicos e o fenômeno literário em duas formas diferentes: ela aplicada ao trabalho individual e aos gêneros literários" (Steiner, "Russian Formalism", p. 19).
Um artefa(c)to, como um organismo biológico, não é um todo desestruturado, suas partes são hierarquicamente integradas. Daí a definição de dispositivo foi estendida para sua função no texto. "Enquanto a oposição binária - material versus dispositivo - não explica a unidade orgânica de trabalho, Zhirmunsky a complementou em 1919 com um terceiro termo, o conceito teleológico de estilo como a união de dispotivos" (Steiner, "Russian Formalism", p. 19).
A analogia entre biologia e teoria literária forneceu a estrutura de referência para o estudo do estilo. "Assim como cada organismo individual compartilha certas características com outros organismos do seu tipo, a obra individual é parecida com outras obras de mesma forma e formas literárias homólogas pertencem ao mesmo estilo" (Steiner, "Russian Formalism", p. 19). A obra mais conhecida dessa tradição é Morfologia do Conto Popular, de Vladimir Propp (1928).
Tendo mudado a visão de estudo de uma técnica isolada para um todo hierarquicamente estruturado, os formalistas orgânicos superaram a deficiência dos mecanicistas. Ainda assim, ambos os grupos falharam em explicar que a mudança literária afeta não apenas os dispositivos e suas funções mas também o estilo.

## Formalismo lingüístico
As figuras de autor e leitor eram da mesma forma desprezadas pelos formalistas linguísticos (ex. Lev Jakubinsky, Roman Jakobson). Os adeptos desse modelo colocaram a linguagem poética no topo de sua hierarquia. Como Warner ressalta, "Jakobson deixa claro que ele rejeita completamente qualquer noção de que a emoção é critério para literatura. Para Jakobson, as qualidades emocionais de uma obra literária são secundárias e claramente dependentes do verbal, fatos linguísticos" (71).
Os teóricos do OPOJAZ distinguiram linguagem poética de linguagem prática. Linguagem prática é a usada na comunicação do dia-a-dia para transmitir informação. Na linguagem poética, de acordo com Lev Jakubinsky, "'o objetivo prático torna-se segundo plano e as combinações linguísticas adquirem "valor nelas mesmas". Quando isso acontece, a linguagem torna-se desfamiliarizada e o discurso torna-se poético'" (Steiner, "Russian Formalism", p. 22).

### Padrões sonoros na poesia
Os formalistas russos foram os primeiros a estudar sistemática e objetivamente a função dos padrões sonoros na poesia. "Fazendo isso, eles iniciaram um método para o exame quantitativo da estrutura linguística dos textos literários; uma abordagem que verificou produtividade na educação escolar do século vinte" (Mandelker, p. 327).
Em seu primeiro trabalho coletivo, Sborniki po teorii poeticheskogo iazyka (1916; Anthologies on the Theory of Poetic Language), os contribuíntes (Chklovsky, Jakubinsky, Polivanov e Kushner) deram ao som um papel central na fala poética. Além disso, eles defenderam que, na poesia, palavras são escolhidas por seu som, não por seu significado léxico. Essa linha de crítica separou definitivamente a linguagem poética da linguagem prática.
Eichenbaum, entretanto, criticou Sklovski e Jakubinsky por não terem desgarrado completamente a poesia do mundo externo, já que eles usaram as conotações emocionais do som como um critério para a escolha da palavra. Esse recurso para a psicologia ameaçou o objetivo principal do formalismo que é investigar a literatura em isolamento.
Um exemplo definitivo de foco na linguagem poética é o estudo de versificação russa por Osip Brik. Além dos recursos mais óbvios como rima, onomatopeia, aliteração e assonância, Brik explorou tipos variados de repetição sonora, ex. o anel (kol'co), a junção (styk), a velocidade (skrep), e o tail-piece (koncovka) ("Zvukovye povtory" (Sound Repetitions), 1917). Ele ranqueia a fonética de acordo com sua contribuição para o "plano do som" (zvukovoj fon) dando maior importância para vogais fortes e menos para vogais fracas. Como Mandelker indica, "his methodological restraint and his conception of an artistic 'unity' wherein no element is superfluous or disengaged, … serves well as an ultimate model for the Formalist approach to versification study" (335).

### Análise lingüística do texto
Em "A Postscript to the Discussion on Grammar of Poetry (Um Postscript para a Discussão da Gramática na Poesia)," Jakobson redefine a arte poética em "um exame linguístico detalhado da função poética dentro do contexto verbal de mensagens em geral e dentro da poesia em particular" (23). Defende fervorosamente o direto dos linguistas de contribuir para o estudo da poesia e demonstra a aptidão dos linguistas modernos para uma investigação mais criteriosa da linguagem poética. A legitimidade dos "estudos dedicados a questões de métrica poética ou aliterações e rimas ou questões de vocabulários dos poetas" é, portanto, inegável (23). 
Jakobson é contra a visão de que "um leitor modesto" não-iniciado na ciência da linguagem é presumivelmente insensível a distinções verbais: "Falantes utilizam um complexo sistema de relações gramaticais inerentes a sua linguagem, mesmo que eles não sejam capazes de defini-lo" (30). Uma busca sistemática nos problemas poéticos da gramática e dos problemas gramaticais da poesia são portanto justificáveis; além disso, a concepção linguística revela a proximidade entre forma e conteúdo, inseparáveis para a crítica literária (Jakobson 34).

## Legado
No período Stalinista, as autoridades preferiram desenvolver associações pejorativas de termos para encobrir qualquer arte que usasse formas e técnicas complexas acessíveis apenas para a elite, ao invés de simplificá-la para "o povo" (como no Realismo socialista).
O formalismo russo não foi um movimento uniforme, ele compreendeu diversos teóricos dos quais as opiniões eram formadas a partir do debate metodológico que procede da distinção entre linguagem poética e prática e arqueia para o problema do estudo histórico-literário. É principalmente por esse foco teórico que a Escola Formalista ganha crédito até de seus adversários como Yefimov:
A contribuição da Escola Formalista para nosso estudo literário vem do fato de que ele focou diretamente nos problemas básico dos Estudos Literários, primeiramente na especificidade de seu objeto, que ela (a Escola Formalista) modificou nossa concepção de trabalho literário e o dividiu entre suas partes componentes, que ela abriu novas áreas para a investigação, enriqueceu vastamente nosso conhecimento de tecnologia literária, ergueu as bases de nossa pesquisa literária e de nossa teorização sobre literatura, influenciou, de certo modo, na Europeização de nossos estudos literários. A poesia, antes uma esfera de impressionismo desenfreado, tornou-se um objeto de análises científicas, um problema concreto dos estudos literários ("Formalism v russkom literaturovedenii", presente em Erlich, "Russian Formalism: In Perspective", p. 225).
As forças convergentes e divergentes dentro do formalismo russo deram ascensão para a Escola de Praga de Estruturalismo no meio da década de vinte e proporcionou um modelo para a asa literária do estruturalismo francês entre 1960 e 1970. "E, enquanto os paradigmas teórico-literários que o formalismo russo criou estão ainda conosco, ele permanece não como alguma curiosidade histórica, mas como uma presença vital no discurso teórico de nossos dias" (Steiner, "Russian Formalism", p. 29).

## Formalismo russo e neocrítica
Não há relacionamento histórico direto entre a neocrítica e o formalismo russo, que se desenvolveram aproximadamente na mesma época (FR 1910-20 & NC 1940-50) mas independentes entre si. Entretanto, apesar disso, há muitas semelhanças: por exemplo, ambos os movimentos mostraram um interesse em considerar a literatura em seus próprios termos (ao invés de focar em suas relações com a política, cultura ou história externa), um foco nos dispositivos literários e no trabalho artístico do autor, e um foco crítico na poesia. Sua forma de estudar o poema enforma, por exemplo, a teoria literária dos poetas concretistas de São Paulo. 

## Obras em português
- AGUIAR E SILVA, Vítor Manuel de. "Capítulo XIII - O Formalismo Russo" in. Teoria da Literatura. 3ªed., Livraria Almedina, Coimbra, 1979.
- POMORSKA, Krystyna. Formalismo e Futurismo. Ed. Perspectiva, série Debates, 1972.
- TODOROV. Teoria da Literatura I: Textos dos Formalistas Russos. Lisboa, 1999;
- TODOROV. As Estruturas Narrativas. SP: Perspectiva.
- TOLEDO, Dionísio de Oliveira. Teoria da Literatura: formalistas russos. Porto Alegre, Editora Globo, 1971.